# 村ソビエト
村ソビエト（ロシア語: сельсовет, сельский совет, с/с）は、ソビエト連邦の地方自治体、または行政区域区分のこと。村評議会、セルソヴィエト、セリソヴィエトとも呼ばれる。 村ソビエトの制度は、旧ソ連領の多くの地域で、形を変えながら（時に全く同じ名称で）維持されている。

## ソ連での村ソビエト
ソ連での村ソビエトは、ソビエト権力の主要機関であり、 人民代議員ソビエト制度の下位組織である。 
1917年12月24日の人民委員会議令「地方自治機関について」に基づいて、下位権力機関と、ロシア臨時政府の全身分の自治機関ゼムストヴォの廃止が始まった。廃止された郷、郷監察官、郷裁判所、郷長の行政的・財政的・経済的機能は、郷の執行委員会とゼムストヴォの役所に継承された。これらの機関は事実上機能せず、1917年10月以降に郷執行委員会（郷議会の執行機関）と村ソビエトに置き換えられた。 
村ソビエトのシステムは1918年ロシア共和国憲法に明記されていた。 村ソビエトの結成、活動および任務の手順は、憲法および以下の立法行為によって決定された。 
- 1920年2月15日全ロシア中央執行委員会（VTsIK）令「村ソビエトについて」（VTsIK第34号のイズベスチア紙で発表）。
- 1922年1月26日にVTsIKによって承認された「村ソビエトに関する法規」。
- 1924年10月16日の「村ソビエトに関する法規」など。

### 村ソビエトの組織と活動手順
村ソビエトは一定任期で選出される。目下の活動は委員長を頭とする執行委員会によって行われる。村ソビエトは定期的に執行委員会を招集する。
憲法によれば村ソビエトは、人口100人から1人の割合で選出された議員から組織されるが、議員の総数が3以下あるいは50人以上になってはならない。  村ソビエトは3ヶ月の任期で全権を保持する。執行委員会は委員長と3〜5人の委員で構成される。
1920年の法規により、村ソビエトの構造が整理され、その結成の手順が明確化された。 
- 村ソビエトは人口300人以上の村落で組織される。人口300人以下の村落では、有権者全員の会議が行われると憲法で規定されている。この場合会議は、村ソビエト議長と同じ役割を果たす代表を選出するか、複数の村落が一つの村ソビエトを形成する。
- 執行委員会は人口1万人以上を纏めている村ソビエトから構成され、人口1万人に満たない村落は執行委員会を選出せず、執行委員会の権力を村ソビエト議長に与える。
- 村ソビエトの会議の回数は月に2回までである。

1922年の法規によれば以下のとおり。 
- 村ソビエトは住民400人以上で組織される村落にて組織され、200人につき1人の割合で議員が選出される（議員総数が25人を超えてはならない）。これは村ソビエト議員に安定性を与え、その総数を守るためである。
- 執行委員会の構成は委員長1人と委員2人に絞られた。
- 村ソビエトの任期は1年である。

1924年の法規では、議員は100人から1人選出する規定が導入され、村ソビエトの議員数上限が引き上げられ（3人以上100人以下）、村ソビエトに新しい人材の流入がもたらされた。
1918年ロシア共和国憲法によれば、村ソビエトには任務を遂行するために適切な部署が設置されている。実際には部署はほとんど設置されることがなく、その必要性も感じられなかった。そのため1918年12月2日に全ロシア中央執行委員会令「郷と村ソビエトでの改選実施について」が発せられ、村ソビエトの部署は発足しなかった。 
1920年の法規で、全ての農民が参画して村での生活上重要な問題を解決するため、村ソビエトに労働者と農民の監察を助ける細胞を組織すること、また労働部署ごとに委員会を組織することが規定された。
1924年の法規によれば、村ソビエトは監査委員会を選出した。この委員会は村ソビエトの業務を社会的管理する機能があった。この法規は、村の社会の資産経営への参加の形として、委員会（セクション）を組織する権利を村ソビエトにもたらした。新しい生活を築く上で、住民を参加させる手段として、大きな役割が、村落の寄り合い、つまり村民集会に与えられた。
1927年3月21日の法規「地区・郷の執行委員会と村ソビエトの組織について」では、 農業、文化・啓蒙、健康維持、財政・税制、地域経済、環境美化、商業・協同組合の委員会（セクション）の構成が規定された。

### 村ソビエトの機能
村ソビエトとその議長の任務は以下の通り。 
- 行政管理：犯罪との戦い、特に秘密醸造、革命体制の防衛、非労働者階級の特定、参政権の剥奪と回復、税金の徴収、および資産目録を含むさまざまな納入の受け入れ。
- 農業分野：農業共同体（コルホーズ）・アルテリ（協同組合）などの発達の促進、農業技術の改善、森林保護、土地、作物、種子、在庫の集計。
- 経済分野：村ソビエトは、豊かな資産の維持、橋、未舗装道路・高速道路の修理、村での消火活動の組織化、公共の建物の保護の確保などを行わなければならない。
- 食品分野：村ソビエトは、収穫と種子の集計、「富農・裕福な人々」の安定した仕事と食糧徴発制度の対象となる製品の買い付け、投機・隠蔽・製品の違法な販売・搬出と戦わなければならない。
- 労働義務の分野：村ソビエトは、職業ごとに労働者の記録を保管し、労働義務として労働を分配し、労働に人々を起用することが定められた。 村ソビエトは、労働脱走者（労働義務を逃れた人々）を裁判にかける権利を有していた。
- 軍事分野：兵役義務のある市民、馬、馬車、馬具の記録、徴兵検査・教育招集の実施。
- 公教育の分野：村ソビエトは、村に農村読書室を作らなければならなかった。成人・青年の文盲を解消するための拠点を提供し、幼稚園、学校、課外教育（修理、照明、暖房など）の施設を管理した。
- 公衆衛生の分野：村ソビエトは、村の衛生状態を監督し、医療関係者が疫病に対処するのを支援する責任を負っていた。
- 社会保障の分野で：村ソビエトは、窮乏している人の記録を保管し、彼らが畑や作物などを耕作するのを助けるため、地元の資金を提供することを約束した。また赤軍兵士の家族、負傷した赤軍兵士、障害者への支援を実施する。

地方権力機関としての村ソビエトは、自身の領域において、行政区分の変化にかかわらず、安定した体制を保ってきた。

## 現代ロシアでの村ソビエト
村ソビエトは、1990年代半ばまでロシア連邦の連邦構成主体の大部分で維持されてきた。1995年8月28日の連邦令第154号「ロシア連邦の地方自治機関の一般原則について」の施行後、村区に置き換えられた。
ロシアでの幾つかの地域では（ダゲスタン共和国、スタヴロポリ地方など）、現在「村ソビエト」という語は、居住区が2つ以上を持つ移住村の呼称で使われている。話し言葉で「村ソビエト」という語は、公式にそう名乗っていなくても、しばしば村当局、または村の地方自治体機関を意味する。

## ベラルーシの村ソビエト
ベラルーシの村ソビエトは、下位の行政・領域の単位である。村ソビエトは地区を構成する。村ソビエトは、1つの居住区で構成されることもあれば、複数の居住区で一つの村ソビエトを構成することもある。村ソビエトの政庁所在地は、ふつう農業都市（アグロゴロド）に置かれ、それがない場合は村ソビエト内の他の居住区に置かれる。地域内の権力当局は村ソビエト人民代議員で構成される。
人口1000人以下の村ソビエトはふつう廃止され、その地域と居住区は、最寄りの村ソビエトに管理が移される。
2008年2月1日現在、ベラルーシには1465の村ソビエトが存在する。

## ウクライナの村ソビエト
ソ連方式の村ソビエトは、ウクライナの県で2015年まで維持された。2015年2月5日の法令「領土共同体の自主的合同について」の採択後、村ソビエトは「領土共同体」に置き換えられた。